# Unió Internacional de Ferrocarrils
La Unió Internacional de Ferrocarrils (coneguda per les sigles UIC, del francès Union Internationale des Chemins de Fer) és l'associació mundial per a la cooperació entre els principals actors del sector ferroviari internacional.
Fundada el 1922 amb l'objectiu d'avançar cap a l'estarndarització i la millora dels sistemes de construcció i explotació de ferrocarrils interoperables, en l'actualitat té 171 membres, entre ferrocarrils estatals, operadores, administradors d'infraestructura, companyies de transport públic i d'altres. Té la seu al carrer Jean Rey, 16 de París, França.

## Òrgans
- Assemblea General
- Assemblees regionals

- Àfrica
- Amèrica del Nord
- Amèrica del Sud
- Àsia
- Europa
- Orient Mitjà

Ferrocarrils de la Generalitat de Catalunya n'és membre associat.